# بيل جونسون (مصورة)
بيل جونسون (بالإنجليزية: Belle Johnson)‏ هي مصورة أمريكية، ولدت في 4 أغسطس 1864 في ميندوتا في الولايات المتحدة، وتوفيت في 19 يوليو 1945 في مونرو في الولايات المتحدة.

## معرض صور

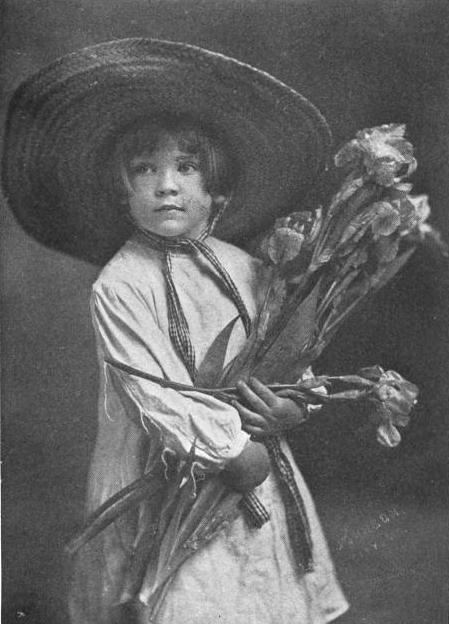
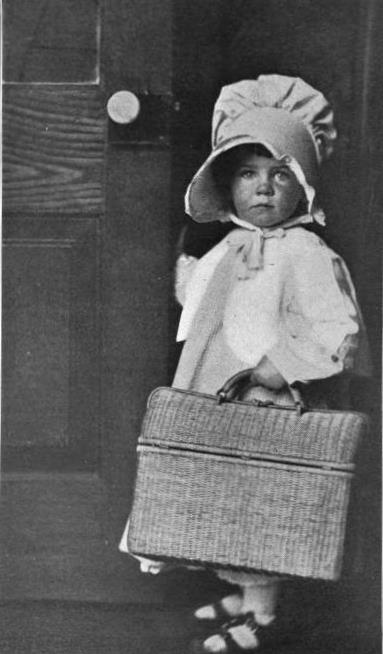
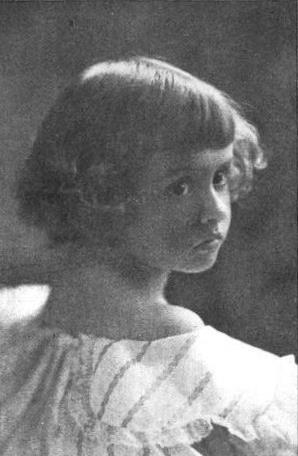
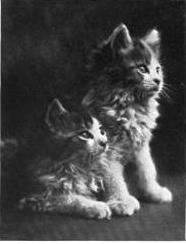